# Kozel'skij rajon
Il Kozel'skij rajon (in russo Козельский район?) è un rajon dell'Oblast' di Kaluga, nella Russia europea; il capoluogo è Kozel'sk. Istituito nel 1929, ricopre una superficie di 1.523 chilometri quadrati.